# Liste der Baudenkmäler in Markt Berolzheim
Auf dieser Seite sind die Baudenkmäler in dem mittelfränkischen Markt Markt Berolzheim zusammengestellt. Diese Tabelle ist eine Teilliste der Liste der Baudenkmäler in Bayern. Grundlage ist die Bayerische Denkmalliste, die auf Basis des Bayerischen Denkmalschutzgesetzes vom 1. Oktober 1973 erstmals erstellt wurde und seither durch das Bayerische Landesamt für Denkmalpflege geführt wird. Die folgenden Angaben ersetzen nicht die rechtsverbindliche Auskunft der Denkmalschutzbehörde.
 Diese Liste gibt den Fortschreibungsstand vom 24. September 2014 und enthält 31 Baudenkmäler.

## Baudenkmäler nach Ortsteilen

### Markt Berolzheim
| Lage                                                                   | Objekt                                                         | Beschreibung | Akten-Nr.     | Bild                                                    |
| ---------------------------------------------------------------------- | -------------------------------------------------------------- | --- | ------------- | ------------------------------------------------------- |
| Benzing 6 (Standort)                                                   | Pfarrhaus                                                      | Zweigeschossiger traufständiger Halbwalmdachbau, mit Lisenengliederung und Eckrustizierung, nach Plan von Johann David Steingruber, 1769, nach Brand 1783 wiederaufgebaut                                                                            | D-5-77-149-1  | BW                                                      |
| Brand; Buchleite (Standort)                                            | Drei ehemalige Brauereikeller                                  | Mitte 19. Jahrhundert; die beiden südlichen Keller mit Überbauung, eingeschossige Gebäude mit Flachsatteldach, Bruchsteinmauerwerk, teilweise Zwicktaschendach erhalten, Mitte 19. Jahrhundert (einer bezeichnet „1847“ und „1857“)                  | D-5-77-149-30 | BW                                                      |
| Carl-Carben-Straße 6, 8 (Standort)                                     | Wohnhaus                                                       | Eingeschossiger giebelständiger Satteldachbau, mit rustizierten Ecklisenen und Zierfries, 19. Jahrhundert | D-5-77-149-4  | BW                                                      |
| Der Goppelt (Standort)                                                 | Steinhaus am Goppelt                                           | Rest eines mittelalterlichen Herrensitzes, zum Teil römische Steinquader | D-5-77-149-28 | BW                                                      |
| Falbenthaler Weg 6 (Standort)                                          | Ehemaliges Schützen- und Sommerkellerhaus                      | Eingeschossiger Halbwalmdachbau mit hohem Sockelgeschoss, 1824 | D-5-77-149-5  | BW                                                      |
| Felderstraße 11 (Standort)                                             | Bauernhaus                                                     | Zweigeschossiger giebelständiger Satteldachbau, frühes 19. Jahrhundert | D-5-77-149-6  | BW                                                      |
| Felderstraße 21 (Standort)                                             | Wohnhaus                                                       | Zweigeschossiger Satteldachbau in Ecklage mit eingeschossigen Flügelbauten, mit Lisenengliederung und Zierfries, drittes Viertel 19. Jahrhundert | D-5-77-149-32 | BW                                                      |
| Geisberg, an der Straße nach Wettelsheim (Standort)                    | Kreuzstein                                                     | Sühnekreuz, Sandstein, ca. einen Meter, mittelalterlich | D-5-77-149-29 | weitere Bilder                                          |
| Gostenhofgasse 1, Schlossgasse 9, 11, Schlosshof 2, 4, 6, 8 (Standort) | Ehemaliges Oberes Schloss                                      | Zusammenhängende Gruppe zweigeschossiger Satteldachbauten, 17. bis 19. Jahrhundert; Nordteil von Nr. 8 ist Gostenhofgasse 1; Ostteil von Nr. 2 ist Schlossgasse 7 a; zusätzlich zur Baugruppe gehört als Eckbau Schlossgasse 9                       | D-5-77-149-27 | BW                                                      |
| Gostenhofgasse 6 (Standort)                                            | Wohnstallhaus                                                  | Eingeschossiger traufständiger Satteldachbau, 19. Jahrhundert | D-5-77-149-8  | BW                                                      |
| Großholzer Weg 14 (Standort)                                           | Ehemaliges Gasthaus und Mühle                                  | Zweigeschossiges giebelständiges Gebäude mit Krüppelwalmdach, mit Ladeluken, nach 1783 | D-5-77-149-9  | BW                                                      |
| Hafnersmarkt 3 (Standort)                                              | Ehemaliges Juden-, dann Forsthaus                              | Eingeschossiger Satteldachbau in Ecklage mit zweigeschossigem Walmdachanbau, nach 1783 | D-5-77-149-10 | BW                                                      |
| In der Hölle 4 (Standort)                                              | Ehemaliges Wohnstallhaus                                       | Eingeschossiger Satteldachbau mit zweigeschossigem Anbau, Mitte 19. Jahrhundert | D-5-77-149-33 | BW                                                      |
| In der Hölle 15 (Standort)                                             | Türgewände                                                     | Bezeichnet „1783“ | D-5-77-149-11 | BW                                                      |
| Kirchplatz (Standort)                                                  | Gefallenendenkmal                                              | Brunnen mit skulpturbekröntem Mittelpfeiler, von Hans Pyllip, um 1925 | D-5-77-149-16 | BW                                                      |
| Kirchplatz 3 (Standort)                                                | Ehemalige Schule, später ehemaliges Mesnerhaus                 | Eingeschossiger traufständiger Satteldachbau, 1723 | D-5-77-149-12 | BW                                                      |
| Kirchplatz 3; Kirchplatz 7 (Standort)                                  | Untere Kirche, Evangelisch-lutherische Pfarrkirche St. Michael | Saalkirche, Turm und Chor Mitte 15. Jahrhundert, Langhaus im Markgrafenstil nach Plänen von Johann David Steingruber 1758/60, mit Lisenen- und Putzgliederung, Turmobergeschoss 1838 neu aufgeführt, Chorflankenturm mit Spitzhelm; mit Ausstattung. | D-5-77-149-14 | weitere Bilder                                          |
| Kirchplatz 3; Kirchplatz 7 (Standort)                                  | Leichenhaus                                                    | kleiner Walmdachbau, 18./19. Jahrhundert | D-5-77-149-14 | BW                                                      |
| Kirchplatz 3; Kirchplatz 7 (Standort)                                  | Kirchhofmauer                                                  | Im Kern 17./18. Jahrhundert | D-5-77-149-14 | BW                                                      |
| Kirchplatz 5; Kirchplatz 9 (Standort)                                  | Pfarrhof, Pfarrhaus                                            | Zweigeschossiges giebelständiges Gebäude mit Steildach, 1609/1610 | D-5-77-149-13 | BW                                                      |
| Kirchplatz 5; Kirchplatz 9 (Standort)                                  | Pfarrhof, ehemalige Pfarrscheune                               | Eingeschossiger Satteldachbau, und Remisenanbau, eingeschossiger Satteldachbau mit drei Arkadenöffnungen, im Kern 18. Jahrhundert | D-5-77-149-13 | BW                                                      |
| Lange Straße 1 (Standort)                                              | Bauernhaus                                                     | Eingeschossiger giebelständiger Satteldachbau, 1865 | D-5-77-149-17 | BW                                                      |
| Lange Straße 2 (Standort)                                              | Ehemaliges jüdisches Wohnhaus                                  | Zweigeschossiges traufständiges Gebäude mit Krüppelwalmdach, 1783 | D-5-77-149-18 | BW                                                      |
| Lange Straße 2 (Standort)                                              | Scheune                                                        | Massiver Satteldachbau, wohl gleichzeitig | D-5-77-149-18 | BW                                                      |
| Lange Straße 33 (Standort)                                             | Austragshaus                                                   | Zweigeschossiger giebelständiger Satteldachbau, mit Ecklisenen, bezeichnet „1875“ | D-5-77-149-35 | BW                                                      |
| Marktplatz 1 (Standort)                                                | Gasthaus                                                       | Zweigeschossiger Walmdachbau in Ecklage, Seitenflügel mit Halbwalmdach, mit rustizierten Ecklisenen, wohl nach Entwürfen von Johann David Steingruber, 1783                                                                                          | D-5-77-149-19 | BW                                                      |
| Marktplatz 2 (Standort)                                                | Gasthaus                                                       | Zweigeschossiger Walmdachbau mit anschließendem Brauerei- und Ostflügel, wohl von Johann David Steingruber, 1783 | D-5-77-149-20 | BW                                                      |
| Marktplatz 2 (Standort)                                                | Scheune                                                        | Massiver Satteldachbau, erste Hälfte 19. Jahrhundert | D-5-77-149-20 | BW                                                      |
| Marktplatz 4 (Standort)                                                | Ehemaliges Judenhaus                                           | Eingeschossiger Satteldachbau in Ecklage, mit Zwerchhaus in Fachwerk, 1783 | D-5-77-149-21 | BW                                                      |
| Nähe Schloßgasse; Schloßgasse 7a (Standort)                            | Ehemaliges markgräfliches Amtshaus                             | Zweigeschossiger Bau mit Mansardwalmdach, mit Ecklisenen, zweite Hälfte 18. Jahrhundert | D-5-77-149-23 | BW                                                      |
| Nähe Schloßgasse; Schloßgasse 7a (Standort)                            | Ehemaliges markgräfliches Amtshaus                             | Kellergewölbe vom ehemaligen Oberen Schloss, um 1600, modern überbaut | D-5-77-149-23 | BW                                                      |
| Schloßanger 5 (Standort)                                               | Zweigeschossiger Satteldachbau mit Teil eines Eckturmes        | Spätmittelalterlich und 18. Jahrhundert, Rest des ehemaligen Unteren Schlosses, 1523 zerstört | D-5-77-149-15 | Zweigeschossiger Satteldachbau mit Teil eines Eckturmes |
| Schloßgasse 5 (Standort)                                               | Obere Kirche, evangelisch-lutherische Kirche St. Maria         | Chorturmkirche, Anlage des späten 14. Jahrhunderts, 1688 Instandsetzung und Erweiterung des Langhauses; mit Ausstattung | D-5-77-149-22 | weitere Bilder                                          |
| Schloßgasse 5 (Standort)                                               | Friedhofsmauer                                                 | 18./19. Jahrhundert | D-5-77-149-22 | BW                                                      |
| Schloßgasse 7 a (Standort)                                             | Satteldachbau                                                  | Zweigeschossig, im Kern 17. Jahrhundert, ehemals zum Schloss gehörig; nicht nachqualifiziert, im Bayerischen Denkmal-Atlas nicht kartiert | D-5-77-149-24 | BW                                                      |
| Schloßhof 1 (Standort)                                                 | Ehemaliger Verwalterbau                                        | Zweigeschossiger Walmdachbau, 18. Jahrhundert | D-5-77-149-26 | BW                                                      |

## Ehemalige Baudenkmäler
In diesem Abschnitt sind Objekte aufgeführt, die früher einmal in der Denkmalliste eingetragen waren, jetzt aber nicht mehr. Objekte, die in anderem Zusammenhang also z. B. als Teil eines Baudenkmals weiter eingetragen sind, sollen hier nicht aufgeführt werden. Aktennummern in diesem Abschnitt sind ehemalige, jetzt nicht mehr gültige Aktennummern.

| Lage                                           | Objekt                   | Beschreibung                     | Akten-Nr.     | Bild |
| ---------------------------------------------- | ------------------------ | -------------------------------- | ------------- | ---- |
| Markt Berolzheim Bahnhofstraße 2, 4 (Standort) | Eingemauerte Datierungen | Bezeichnet mit „1696“ und „1720“ | D-5-77-149-31 | BW   |